# Boogie, el aceitoso
Boogie, el aceitoso és un personatge d'una tira còmica de Roberto Fontanarrosa. S'hi critica seriosament la mentalitat mercenària, els mercenaris i l'armamentisme, per mitjà de la figura d'un assassí sense cor que sembla sentir menyspreu per tot i per tots.
| «                      | Sé que Boogie em menysprearia molt. Per sud-americà d'un país perifèric. No entraria dins de les amistats. | » |
| — Roberto Fontanarrosa | |   |

## Descripció del personatge
Boogie és un mercenari despietat d'origen estatunidenc, veterà de la Guerra del Vietnam i expert en l'ús de tota mena d'armes, que fa qualsevol cosa per diners i per a qui cap variant per obtenir-ho no és indigna. És molt masclista i considera que les dones serveixen només per satisfer les necessitats primàries (sexe). Pròfug de la justícia des del seu naixement, Boogie, el Aceitoso, es va convertir en un professional de la violència. Assassí a sou, serveix amb efectivitat assassina el millor postor; pot perseguir jueus, negres, homosexuals o xicanos, extorsionar periodistes per ordre d'algun polític, protagonitzar l'anunci de la 44 Magnum de luxe o (més humanitàriament) assistir a un suïcida a qui li manca coratge per matar-se.
Boogie sent profunda aversió pels homosexuals, els llatinoamericans, els afroamericans i, potser, per la humanitat en general. No obstant això, no existeix una referència de quin és l'origen de tal odi (encara que segons a la pel·lícula es va dir que aquest odi és perquè la societat l'ha fet així).
És ros, musculós, de forta contextura física. Mandíbula tipus bulldog, té la típica dentadura, enorme i perfecta, dels seus admirats ianquis. «Vaig seguir el consell de Quino (argumenta Roberto Fontanarrosa, el seu creador), ser el més lliure possible d'entrada, per no ajustar-me a l'encadenament, al captiveri que significa cenyir-se a una evolució cronològica». No obstant, des de fa algun temps, se'l nota més gros; el seu coll va perdre forma i ja no s'afaita amb assiduïtat: Boogie va envellir.
Al llarg dels volums que componen la col·lecció de Boogie el Aceitoso, Fontanarrosa ens mostra els seus canvis físics i d'actitud. Al principi Boogie és partícip actiu de la història; a mesura que avança aquesta passa més a ser un espectador i un comentarista de situacions alienes, que intervé només quan és necessari.

## Publicació
Boogie va ser creat per Roberto Fontanarrosa a la dècada del 1970, com una paròdia còmica de Harri el Brut. L'estil original era semblant al d'Hugo Pratt, però lentament va evolucionar cap a un estil propi. Fontanarrosa va crear el personatge l'any 1972, com una broma interna amb el dibuixant de còmics Crist. Crist el va ensenyar a Alberto Cognini, responsable de la revista de Córdoba Hortensia, que el va publicar. Fontanarrosa va trobar una direcció per a la seva carrera artística fent paròdies de personatges estereotipats. De tots ells, va decidir seguir treballant en Boogie i Inodoro Pereyra (una paròdia d'un gautxo).
El 1974 es va publicar el primer recull de les seves historietes, i a la dècada del 1980 es va incloure a les revistes Humor, Superhumor i Fierro, editades per Ediciones de la Urraca.
A la dècada del 1990, Boogie va començar a aparèixer al diari El Tiempo, de Colòmbia, i (després de ser mudat de suplement) la seva publicació va ser finalment suspesa perquè, segons van argumentar els editors, tornava simpàtica la imatge del sicari, com es anomena allí els assassins a sou. Aleshores, li van arribar a Fontanarrosa diverses cartes de lectors que defensaven el personatge. «Era una cosa terrible, gent contenta perquè per fi arribava algú que els apallissés als negres i a les dones». Una feliç lectura literal, que no interpreta la paròdia.
Al llarg de la seva existència, el personatge es va instal·lar a punta de pistola a diverses revistes nacionals (com Humor i La Maga) i internacionals (com el prestigiós setmanari Proceso de México). Allí el seu nom va ingressar al llenguatge polític: «aquest és un Boogie» es va arribar a dir per esmentar tipus de foscos procediments i intencions. Des del 1974, en què va aparèixer la primera recopilació de pàgines de l'heroi en forma de llibre, publicada per Ediciones de la Flor, dotze volums van renovar el contacte amb els lectors; l'últim, va sortir a la venda el 1995. Un centenar d'historietes no incloses a cap d'aquests llibres van ser publicades poc després.
Però no només a l'Argentina es van publicar els llibres de Boogie. El 1975 es va publicar a Itàlia, una selecció en un petit llibre de la col·lecció Comic Strip de l'editorial E.A., sota l'equívoc títol de Bogart. Molt més dignament va aparèixer, també en italià, «Boogie, l'oleoso», publicat el 1989 per Glénat. A Brasil es va anomenar «Boogie, o Seboso», i el va editar L&PM Editora de Porto Alegre. Conservant el seu nom real, l'editorial La Oveja Negra va publicar a Colòmbia set volums que corresponien als primers de l'edició argentina.
Mercenari sense vergonya per immiscir-se en qualsevol assumpte, fins i tot va servir d'inspiració a Fernando Aure per a la seva òpera Un sueño olvidado, que va presentar el 1989 al Centre Experimental del Teatre Colón.
Sense que pugui ser localitzat des de fa ja força temps, es va veure el Aceitoso per última vegada a les pàgines del suplement Rosario/12, però aquestes aventures no són noves. A aquesta altura, ja és buscat fins i tot pel seu propi autor: «El cas és que la gent com Boogie, és que té la violència com a gest, em fa molta por. No m'agraden gens aquests tipus que divideixen les coses amb una línia contundent entre amics i enemics».

## Pel·lícula
El 22 d'octubre del 2009 es va estrenar a l'Argentina la pel·lícula animada de la historieta, amb nom homònim. Dirigida per Gustavo Cova i interpretada per Pablo Echarri (Boogie) i Nancy Dupláa (Marcia). Va ser el primer llargmetratge animat argentí realitzat en 3D.